# 고성읍
고성읍(固城邑)은 대한민국 경상남도 고성군의 군청 소재지로, 진주시로 이어지는 33번 국도와 창원시로 이어지는 14번 국도가 교차하는 교통의 중심지이다. 또한 농, 수산물의 생산량이 많다. 군내에는 무기산 고분군, 옥천사, 운흥사, 문수암, 구절산폭포와 기타 많은 성지가 있다. 그리고 초등학교 27개, 중학교 12개, 고등학교 5개 교가 있으며, 그 밖에도 공공도서관과 문화원 등의 문화시설이 있다.

## 행정 구역
- 성내리
- 서외리
- 수남리
- 동외리
- 송학리
- 기월리
- 교사리
- 대독리
- 이당리
- 무량리
- 덕선리
- 대평리
- 우산리
- 죽계리
- 율대리
- 월평리
- 신월리

## 주요 시설

### 교육
- 고성초등학교
- 대성초등학교
- 고성여자중학교
- 경남항공고등학교
- 고성중앙고등학교

### 주거

#### 아파트
교사리
- 장강종합건설 교사리 베스트시티 : 2018년 11월 입주.

### 항구
- 남포항 - 수남리에 있는 대한민국의 국가어항이다.